# 로살린다저빌
로살린다저빌(Gerbillus rosalinda)은 황무지쥐아과에 속하는 설치류의 일종이다. 수단 중부 지역에 주로 분포한다.